# Antonio Meneghelli
Antonio (o Pierantonio) Meneghelli (Verona, 15 agosto 1765 – Padova, 14 dicembre 1844) è stato uno storico, critico letterario e traduttore italiano. Non va confuso con Pier Antonio Meneghelli.

## Biografia
Titolare della cattedra di introduzione enciclopedica allo studio politico-legale e diritto feudale poi rinominata diritto commerciale e marittimo presso l'Università di Padova dal 1815 al 1844, ebbe come suoi allievi Luigi Carrer, Pier Alessandro Paravia, Daniele Manin e Niccolò Tommaseo. Fu rettore, nel 1822-1823, dello stesso ateneo.
Dedicò gran parte dei suoi studi alla letteratura italiana ed ai letterati suoi contemporanei, pubblicando numerosi scritti, per lo più opuscoli d'occasione, dedicati a Vittorio Alfieri, Giovanni Vincenzo Gravina, Melchiorre Cesarotti, Gasparo Gozzi, Carlo Rosmini, Isabella Teotochi Albrizzi, Alessandro Manzoni.
Tradusse poi dal francese i nove volumi del Liceo, ovvero Corso di letteratura antica e moderna di Jean-François de La Harpe (Venezia 1803-08).
Di particolare rilievo sono i suoi studi su Francesco Petrarca. Oltre ad un'edizione del Canzoniere (Saggio sopra il Canzoniere del Petrarca, in due volumi, edito a Venezia nel 1814, quindi nel 1819 in tre volumi), grande importanza assume l'ambizioso progetto di edizione completa delle lettere del poeta. Dopo la pubblicazione nel 1818 di un primo censimento di lettere petrarchesche a lui note (Index F. Petrarchae Epistolarum, quae editae sunt et quae adhuc ineditae, Padova) diramato a tutti i bibliotecari europei, per stimolare la ricerca e la pubblicazione di lettere inedite, il progetto naufragò e fu abbandonato verso la metà degli anni Venti.
Nel contesto degli studi petrarcheschi, si confrontò con Leopoldo Cicognara (Sul presunto ritratto di madonna Laura) e, soprattutto, con Ugo Foscolo (Sopra due lettere italiane attribuite al Petrarca). Il poeta, accusato ingiustamente  di malafede letteraria e di contraffazione, fu spronato a difendere il proprio operato politico e morale nell'incompiuta Lettera apologetica.
Ispirandosi alle posizioni assunte da Vincenzo Monti dalla cattedra di eloquenza presso l'Università di Pavia nel 1804, difese, con l'opera Dei diritti degl'Italiani alla stima delle Nazioni, le glorie della nostra letteratura.
Si occupò anche di arte e di storia, pubblicando scritti sull'ammiraglio Angelo Emo, Giammaria Ortes, Antonio Canova.
Collaborò dal 1816 al 1828 al Giornale dell’italiana letteratura; diresse nel 1844 il Giornale Euganeo.
Intrattenne una fitta rete di corrispondenze con Ippolito Pindemonte, Giovanni Antonio Scopoli, Carlo Rosmini, Pietro Bettio, Angelo Dalmistro, Bernardino Renier,Giustina Renier Michiel.

## Opere
- Dei diritti degl'Italiani alla stima delle Nazioni Venezia, 1808.
- Vita di Melchior Cesarotti, Padova, Dalla società tipog. dei classici italiani, 1820.
- Sul presunto ritratto di madonna Laura, Padova, 1822.
- Sopra due lettere italiane attribuite al Petrarca, Padova, 1824.
- Elogio del Canova, Padova, 1829.
- La partenza dei promessi sposi, Padova, 1831.
- Sopra un alto rilievo, Padova, Tipi della Minerva, 1832.
- Del Marchese Federico Manfredini e delle sue geste, Padova, Tipi della Minerva, 1834.
- Notizie biografiche di Isabella Albrizzi nata Teotochi, Padova, Coi Tipi della Minerva, 1837.
- Tredici bassirilievi di Canova, Padova, 1837
- Un viaggetto nelle mie stanze, Padova, 1839.
- Quinto viaggetto nelle mie stanze, Padova, 1844